# Hermann P. G. Schneider

Hermann Schneider

Hermann Paul Gerhard Schneider (* 5. August 1934 in Sachsen) ist ein deutscher Mediziner.

## Leben
Schneider absolvierte von 1956 bis 1961 ein Medizinisches Studium in Kiel und Graz und legte 1961 sein Medizinisches Staatsexamen in Kiel ab.
Von 1963 bis 1967 war er Wissenschaftlicher Assistent der Universitäts-Frauenklinik Kiel und von 1967 bis 1969 Research Fellow der Deutschen Forschungsgemeinschaft am Department of Physiology, University of Texas, South Western Medical School, Dallas. Zwischen 1969 und 1970 war Schneider Research Associate am Department of Pathology, University of Michigan, Ann Arbor. 1970 erhielt er den Schoeller-Junkmann-Preis der Deutschen Gesellschaft für Endokrinologie. Zwischen 1970 und 1975 war Schneider Wissenschaftlicher Assistent und Oberarzt der Universitäts-Frauenklinik Ulm, Wissenschaftlicher Rat und Professor sowie von 1975 bis 2000 Direktor der Universitäts-Frauenklinik Münster.
1978 bis 1981 war er Mitglied im Executive Board der International Menopause Society und 1984 Präsident der Nordrhein-Westfälischen Gesellschaft für Gynäkologie und Geburtshilfe. Von 1984 bis 1985 war Schneider Dekan der Medizinischen Fakultät der Westfälischen Wilhelms-Universität Münster.
Schneider war von 1988 bis 1989 Herausgeber der Gynäkologische Rundschau und von 1988 bis 2000 Geschäftsführender Direktor des Zentrums für Frauenheilkunde der Universität Münster. Zwischen 1992 und 2000 war er Direktor der Staatlichen Hebammenschule an der Universitäts-Frauenklinik Münster.
Für das Zentralblatt für Gynäkologie war Schneider von 1991 bis 1994 Herausgeber und von 1994 bis 2002 Chefherausgeber. Seit 1992 ist er Mitglied des International Advisory Boards in Geburtshilfe und Frauenheilkunde.
Von 1993 bis 2003 war er Mitglied im Executive Board der European Menopause and Andropause Society und wurde 1994 Ehrenmitglied der Russischen Gesellschaft für Gynäkologische Onkologie. Zwischen 1995 und 1998 wirkte Schneider als Präsident der Deutschen Menopause Gesellschaft.
1996 wurde ihm die J.-E.-Purkyne-Medaille der Societas Medicinae Bohemica verliehen. Schneider war von 1996 bis 1999 Vorsitzender des Council of Affiliated Menopause Societies der International Menopause Society und wurde 1997 Mitglied des FIGO Expert Advisory Panel on Menopause. 1998 war er Präsident der Nordrhein-Westfälischen Gesellschaft für Gynäkologie und Geburtshilfe.
1999 erfolgte die Verleihung der Ehrendoktorwürde durch die Russische Akademie der Wissenschaften und 2001 wurde Schneider Ehrenmitglied der Ungarischen Menopausegesellschaft. In der Zeit von 2002 bis 2005  war Schneider Tagungspräsident des X. Menopause-Weltkongresses 2002 in Berlin und Präsident der Internationalen Menopausegesellschaft. 2002 wurde er zum Ehrenmitglied der Niederrheinisch-Westfälischen Gesellschaft für Gynäkologie und Geburtshilfe ernannt. Das Royal College of Obstetricians and Gynecologists ernannte ihn 2011 zum Fellow ad eundem.